# Johann Gasteiger

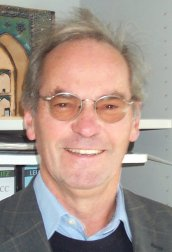
Johann Gasteiger

Johann Gasteiger (* 27. Oktober 1941 in Dachau) ist ein deutscher Chemiker mit Schwerpunkt Chemoinformatik.

## Leben
Johann Gasteiger studierte Chemie an der Ludwig-Maximilians-Universität München, der ETH Zürich und der Universität Zürich. Er erwarb seinen Doktortitel in Organischer Chemie an der Universität München 1971 bei Professor Rolf Huisgen. Nach einem Postdoc-Aufenthalt an der Universität von Kalifornien in Berkeley bis 1972 lehrte er an der Technischen Universität München und habilitierte sich dort 1979 bei Professor Ivar Ugi. Von 1994 bis 2007 lehrte er als Professor an der Friedrich-Alexander-Universität Erlangen-Nürnberg im von ihm mitgegründeten Computer-Chemie-Centrum. 1997 gründete Johann Gasteiger die Firma Molecular Networks, die u. a. eine Reihe der am Computer-Chemie-Centrum entwickelten Programme vertreibt und weiterpflegt.
Sein Arbeitsgebiet ist die Chemoinformatik, einem Gebiet, das er nicht nur in Deutschland maßgeblich mitprägte. Seine wesentlichen Forschungsinteressen sind die Entwicklung von Software zur Wirkstoffentwicklung (z. B. über Quantitative Struktur-Wirkungs-Beziehungen), der Simulation chemischer Reaktionen, der Syntheseplanung in der Organischen Chemie, die Simulation von Spektren und die Verarbeitung chemischer Information durch Neuronale Netze und Genetische Algorithmen.

## Leistungen
Im Jahre 1979 publizierte Johann Gasteiger zusammen mit Mario Marsili eine Methode zur iterativen Bestimmung von atomaren Partialladungen in Molekülen. Diese Publikation ist bis heute seine meistzitierte Publikation.
Zwischen 1987 und 1991 leitete Johann Gasteiger als Projektmanager die Entwicklung der ChemInform RX-Datenbank.
Seit 1985 wird in seiner Arbeitsgruppe, und heute auch bei Molecular Networks, der 3D-Strukturgenerator CORINA entwickelt.

## Ehrungen
- 1991 Gmelin-Beilstein Denkmünze der Gesellschaft Deutscher Chemiker für Errungenschaften in der Computerchemie
- 1997 Herman Skolnik Award der Division of Chemical Information der American Chemical Society
- 2005 Mike Lynch Award of the Chemical Structure Association
- 2006 ACS Award for Computers in Chemical and Pharmaceutical Research der American Chemical Society
- 2006 Die 2. German Conference on Chemoinformatics (gleichzeitig 20. CIC-Workshop der Fachgruppe Chemie-Information-Computer der GDCh) wurde Johann Gasteiger gewidmet.

## Publikationen (Auswahl)

### Fachzeitschriften
- J. Gasteiger, M. Marsili, "A New Model for Calculating Atomic Charges in Molecules", Tetrahedron Lett. 1978, 3181–3184.
- J. Gasteiger, C. Rudolph, J. Sadowski "Automatic Generation of 3D-Atomic Coordinates for Organic Molecules", Tetrahedron Comput. Method. 1992, 3, 537–547.
- J. Zupan, J. Gasteiger, "Neural Networks: A New Method for Solving Chemical Problems or just a Passing Phase?", Anal. Chim. Acta 1991, 248, 1–30.

### Bücher
- J. Gasteiger, J. Zupan: Neural Networks in Chemistry and Drug Design ISBN 3-527-29779-0
- J. Gasteiger, T. Engel (Hrsg.): Chemoinformatics - a textbook ISBN 3-527-30681-1
- J. Gasteiger (Hrsg.): Handbook of chemoinformatics : from data to knowledge in 4 volumes ISBN 3-527-30680-3